# Fundoshi

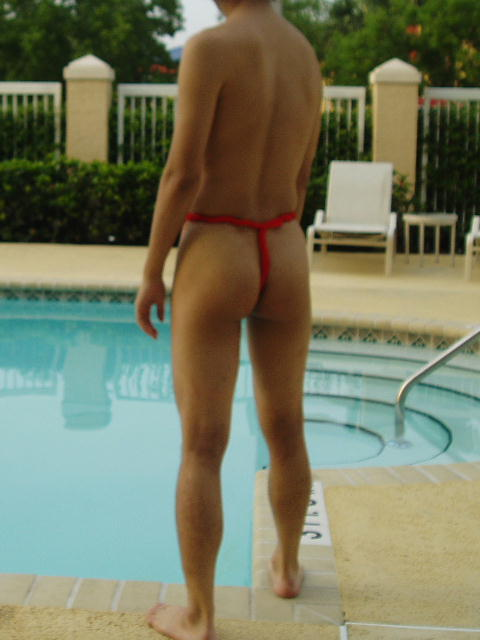
En man i fundoshi.

Fundoshi är en typ av herr- och damunderkläder som används i Japan, som liknar stringkalsonger. De består av ett tygstycke som lindas runt kroppens nedre del och genom grenen.
Fram till andra världskriget var fundoshi vanliga, men sedan dess har de till stor del ersatts av kalsonger av västerländsk modell.